# ريتشارد غودارد-كراولي
ريتشارد غودارد-كراولي (بالإنجليزية: Richard Goddard-Crawley)‏ هو لاعب كرة قدم بريطاني في مركز الوسط، ولد في 31 مارس 1978 في Burnt Oak ‏ في المملكة المتحدة. لعب مع نادي أرسنال ونادي برينتفورد ونادي وكينغ.

## وصلات خارجية
- ريتشارد غودارد-كراولي على موقع قاعدة بيانات كرة القدم.إي يو (الإنجليزية)
- ريتشارد غودارد-كراولي على موقع Soccerbase.com (لاعب) (الإنجليزية)